# Hakuin Ekaku
Ekaku Hakuin (白隠 慧鶴), japonski zen budistični filozof, estet, pisatelj in eden najbolj vplivnih zen budistov na Japonskem, * 19. januar 1686, Hara, Prefektura Šizuoka, Japonska, † 18. januar 1769, Hara. 

## Življenje

### Zgodnja leta
Hakuin se je rodil leta 1686 v majhni vasici Hara, ob vznožju gore Fudži. Materina pobožnost je najverjetneje vplivala na njegovo odločitev, da postane budistični menih. Kot otrok se je Hakuin udeležil predavanja meniha Ničirena na temo Osem vročih peklov. To ga je zelo navdušilo, kasneje je razvil ogromen strah pred peklom, iskal je rešitev, kako bi se znebil tega strahu in prišel do zaključka, da bi bilo najbolje, da postane menih. 
S petnajstimi leti je dobil soglasje staršev, da se pridruži meniškemu življenju. Poslan je bil v lokalni zen tempelj Shōin-ji, ko je glavni menih Shōin-ji zbolel, je bil Hakuin prestavljen v sosednji tempelj, Daishō-ji, kjer je tri ali štiri leta kot novinec študiral budistična besedila. 
Pri osemnajstih letih je zapustil Daishō-ji in se preselil v Zensō-ji, tempelj blizu Hare. Pri devetnajstih letih je med študijem naletel na zgodbo o kitajskem čan/zen budističnemu menihu Gāntoju Zenkacuju, ki je bil brutalno umorjen. Hakuina je zgodba pretresla, saj je prikazovala, da niti dobri menih ni popolnoma obvarovan pred krvavo smrtjo. Kako bi lahko potem, tak preprost menih kot je bil sam, upal, da bo rešen pekla v naslednjem življenju? Opustil je svoj cilj, da postane prosvetljeni menih. Domov se ni želel vrniti, saj bi se s tem osramotil. Zato se je odločil da bo potoval po svetu in proučeval pesništvo in prozo. Z dvanajstimi menihi se je Hakuin odpravil v Zuiun-ji, rezidenco Baoja Rōjina, spoštovanega učenjaka in učitelja. Med študijem s pesniškim menihom Baojem se je odločil, da se ponovno pomeniši. Na dvorišču templja je odkril zbirko zenskih zgodb iz časa dinastije Ming, ta mu je dala navdih, da se je posvetil študiju zena.

### Prvo prebujenje
Kasneje se je ponovno odpravil na dvoletno potovanje in se pri triindvajsetih ustalil v templju Eigen-ji, kjer je Hakuin, pri štiriindvajsetih letih doživel svoje prvo razsvetljenje. Za sedem dni se je zaprl v svetišče templja in dosegel prebujenje ob zvoncu templja. Hakuinov učitelj ni priznal njegovega razsvetljenja, zato je zapustil tempelj.
Hakuin je potem le osem mesecev študiral s Shōju Rōjinom. Shōju je bil zelo zahteven učitelj, ki je, z namenom da bi Hakuina osvobodil omejenega dojemanja in egocentričnosti, včasih tudi močno pretiraval in ga celo žalil. Po osmih mesecih študija je Hakuin zapustil Shōju Rōjina, ne da bi od kogarkoli prejel formalni prenos dharme od njega ali kateregakoli drugega učitelja.
Hakuin je kasneje spoznal, da je njegov dosežek nepopoln, saj ni bil zmožen vzdrževati spokojnosti duha. Pri šestindvajsetih letih je prebral, da "vsi modreci in ugledni duhovniki, ki nimajo prebujenega uma, pristanejo v peklu. To je v njem vzbudilo "velik dvom" (taigi). Šele ko je dopolnil dvainštirideset let se je popolnoma zavedal, kaj pomeni "Budovo razsvetljenje" (bodhi), in sicer delati za dobro drugih.

### Obdobje bolezni
Hakuinova zgodnja ekstremna prizadevanja so vplivala na njegovo zdravje, doživel je to čemur bi danes rekli živčni zlom. Poiskal je pomoč taoističnega meniha, imenovanega Hakuyu, ki mu je predpisal vizualizacijo in dihalno prakso, ki je sčasoma razbremenila njegove simptome. Od takrat dalje je Hakuin v svoji praksi zena veliko pozornosti namenil fizični moči in zdravju, prav zato je študija Hakuinskega stila zena zahtevala veliko vztrajnosti. Hakuin je pogosto govoril o krepitvi telesa s koncentriranjem duha, temu je sledil tudi sam. V svojih sedemdesetih letih je trdil, da ima več fizične moči, kot jo je imel pri tridesetih, ter da bi lahko sedel v poziciji zen meditacije in bral sutre tudi po cel dan brez utrujenosti. 

### Vodilni menih samostana Shōin-ji
Po drugem večletnem potovanju se je pri enaintridesetih letih Hakuin vrnil v Shōin-ji, tempelj. Kmalu je bil postavljen na mesto glavnega duhovnika, na katerem je ostal in služil naslednjo polovico stoletja. Ko je bil leta 1718 postavljen za glavnega duhovnika Shōin-jija, je dobil naslov Dai-ichiza, "First Monk".
V tem času je bil poimenovan »Hakuin«, kar pomeni »skrito v belem«, ki se sklicuje na stanje biti skrit v oblakih in snegu gore Fudži.

### Končno prebujenje
Čeprav je imel Hakuin več "izkušenj satori" (satori pomeni razsvetljenje), se še ni osrečil, prav tako pa je imel težave z vključitvijo realizacije v vsakodnevno življenje. V 41-letu je doživel končno in popolno prebujenje ob branju Lotus Sutre, dela, ki ga je zanemaril kot mladi študent. Zavedal se je, da Budovo prebujenje pomeni delo za dobro vsako čuteče bitje.
O tej izkušnji je zapisal: »Nenadoma sem prodrl v popolni, pravi, končni pomen Lotusa«. Ta dogodek je zaznamoval prelomnico v življenju Hakuina. Preostanek svojega življenja je posvetil pomoči drugim, za doseg osvoboditev.
Naslednjih štirideset let je poučeval v Shōin-ji, pisal in predaval. Sprva je bilo med njegovimi učenci le nekaj menihov, kmalu pa so učenci zena začeli prihajati iz vse države, da bi se učili s Hakuinom. Sčasoma se je v Hari in okolici zgradila celotna skupnost menihov, Hakuinovih učencev pa je bilo na stotine.

## Smrt
Hakuin je v 83. letu starosti umrl v Hari, isti vasi, v kateri se je rodil in je bila preoblikovana v središče učenja zena.

## Delo

### Verski nauki
Kot izjemno pomemben oziroma nepogrešljiv del budistične poti k prebujanju je Hakuin videl "globoko sočutje in zavezo, da bi pomagal vsem čustvenim bitjem povsod". Zagovarjal je trening, ki naj bi očistil mišljenje karmičnih teženj in naprej poganjal kolo štirih univerzalnih zaobljub, s katerim se človek zaveže za korist in rešitev vseh čutečih bitij in za izvajanje dharme (Beseda dharma izvira iz sanskrta in pomeni »kar je uveljavljeno (ali) uzakonjeno«, »zakon«, »dolžnost«, »pravica«).
Zelo znan in priljubljen zen mojster je v svojem kasnejšem življenju trdno verjel v to, da so modrosti zena potrebne za vse ljudi. Zahvaljujoč njegovi vzgoji in številnim potovanjem po državi, se je lahko povezal s podeželskim prebivalstvom in služil kot neke vrste duhovni oče ljudem na območjih, ki obkrožajo Shōin-ji. Zavrnil je celo ponudbe za služenje v velikih samostanih v Kjotu ter je raje ostajal v Shōin-ju. Večina njegovih navodil za širšo množico se je osredotočila na življenje moralno dostojnega življenja. Njegovo etično učenje je pokazalo presenetljivo široko miselnost na elementih konfucijanstva, starodavnih japonskih tradicijah in tradicionalnih budističnih učenj.
Poleg tega je bil Hakuin tudi priljubljen predavatelj zenovskega nauka, ki je potoval po vsej državi, pogosto v Kjoto, da je učil in govoril o zenu. Pogosto je pisal v zadnjih petnajstih letih svojega življenja, poskušal je namreč zapisati oziroma zabeležiti svoje lekcije in izkušnje za naslednike. Veliko njegovega pisanja je bilo v narodnem jeziku in v priljubljenih oblikah poezije, ki bi ga ljudje prebrali.

### Slikarstvo in kaligrafija
Hakuin ni imel formalne izobrazbe v umetnosti in bil je star 60 let, preden se je začel osredotočati na slikarstvo. Umetnost je bila zanj še en način posredovanja njegovih naukov. Do trenutka, ko je umrl v svojem 84. letu, je na papirju izdelal več kot tisoč del.
Hakuin je ustvarjal na mnogih področjih, dve izmed njih pa sta tudi slikarstvo in kaligrafija. Njegove slike in kaligrafije so bile močno sredstvo za njegov prenos dharme, zlasti v svet izven monastične skupnosti, ker to, kar predstavlja v njih, presega besede in intelektualne koncepte. Z uporabo tradicionalnih budističnih podob in izgovarjav, ter tudi tem iz folklore in vsakdanjega življenja, je Hakuin ustvaril nov vizualni jezik zena: globok in muhast hkrati, za razliko od vsega kar je bilo ustvarjeno predtem.
Njegove, večinoma s čopičom narisane slike, prikazujejo starejše mojstre, pokrajine, prizore iz vsakdanjega življenja in mitološke vizije s sproščeno, a zahtevno linijo in čudovito občutljivostjo dotika.
Na nekaterih slikah je opazno ironično razpoloženje, slike karikatur portretov pa so spoštovale učitelje z močnimi, zelo izrazitimi obrazi. V Hakuinovi umetnosti je malo tehničnega napora. Lepo brez akademskih konvencij in sentimentalne pobožnosti, njegova estetska svežina ustreza njegovi vitalnosti duše.
Nekaj izmed njegovih del:

- Linji Yixuan - 臨濟義玄 (potret)

- Yunmen Wenyan - 雲門文偃 (portret)

- Xutang Zhiyu - 虚堂智愚  (portret)

- Nanpo Jōmyō - 南浦紹明  (portret)

- dva avtoportreta

Njegove slike naj bi zajele zenovske vrednote, ki so služile kot vrste "vizualnih pridig" in so bile zelo priljubljene tudi med tistimi, ki so bili nepismeni. Danes so slike Bodhidharme (Darume) prikazovane tudi v nekaterih vodilnih svetovnih muzejih.

### Pisna dela
Hakuin je pisal pisma, pesmi, eseje in dharma pogovore, od katerih so bili le nekateri prevedeni v angleščino. Prevodov njegovih del v slovenščino ni.
Japonski umetnik je za sabo pustil več kot 50 umetnin, večina pa jih je temeljila na zabeleženih pogovorih. V angleščino jih je večinoma prevedel Norman Waddell. Od teh del jih je bilo kar nekaj takih, ki so bila častno objavljena. “The Essential Teachings of Zen Master Hakuin” je prevod dela, katerega japonski naslov pomeni "pogovori z uvodnimi zenskimi predavanji o evidencah Sokka", ki se štejejo za eno njegovih najpomembnejših in najbolj reprezentativnih del za njegovo poučevanje na splošno.
Hakuin in njegova zapuščina obsežne palete del, razdeljenih v “Dharma Works” In “Kanbun Works”, so najbolj znani in urejeni v angleščini. Dve izmed njih sta:
◦Orategama (遠 羅 天 釜), The Embossed Tea Kettle, zbirka pisemi. Hakuin, Zenji (1963)
◦Yasen kanna (夜 船 閑話), Idle Talk on a Night Boat, delo o tehnikah meditacije, ki izboljšujejo zdravje.
V naštetih in drugih Ekakuvih delih je izpostavljeno veliko globokih misli in danes znanih rekov, kot so:
◦If you forget yourself, you become the universe. (pr.: Če pozabiš nase, postaneš vesolje.)
◦Not knowing how near the truth is, we seek it far away. (pr.: Nevedoč kako blizu je resnica, jo iščemo daleč stran.)
◦If only you could hear the sound of snow. (pr.: Če bi le lahko slišali zvok snega.)
◦Meditation in action is endlessly more important than meditation in stillness. (pr.: Aktivna meditacija je bistveno pomembnejša od meditacije v mirovanju.)
◦Nirvana is right here, before our eyes. (pr.: Nirvana je točno tukaj, pred našimi očmi.)